# Mathias Sele
Mathias Sele (* 28. Mai 1992 in Vaduz) ist ein liechtensteinischer Fussballspieler.

## Karriere

### Verein
In seiner Jugend spielte Sele für den FC Balzers, bei dem er 2011 in die A-Mannschaft befördert wurde. Im Januar 2013 schloss er sich dem FC Triesenberg an, in der Winterpause 2015 wechselte er zum USV Eschen-Mauren. 2018 kehrte er zum FC Balzers zurück. Seit 2019 spielt er in der 2. Mannschaft des FC Schaan.

### Nationalmannschaft
Sele durchlief mehrere liechtensteinische U-Nationalmannschaften, bevor er am 8. September 2015 im Rahmen der Qualifikation zur Europameisterschaft 2016 gegen Russland sein Debüt für die  A-Nationalmannschaft feierte, als er in der 77. Minute für Niklas Kieber eingewechselt wurde.